# 彩云 (红楼梦人物)
彩云，小说《红楼梦》中的人物，王夫人的大丫鬟。第三十回写道：“金钏儿睁开眼，将宝玉一推，笑道：“你忙什么！‘金簪子掉在井里头，有你的只是有你的’，连这句话语难道也不明白？我倒告诉你个巧宗儿，你往东小院子里拿环哥儿同彩云去。””第六十回和第六十一回，彩云偷了王夫人的玫瑰露，暗中送给贾环。贾环在怡红院看见蔷薇硝，特意向宝玉张口要一半，回去送给彩云。后来由于玫瑰露事件，彩云勇于承担过错，被贾环猜忌，终于“和贾环分崩”，染了无医之症。

## 彩霞
彩霞是小说《红楼梦》中的人物，王夫人的大丫鬟。第二十五回，贾环在王夫人房间抄写经文时，招呼丫鬟倒茶，只有彩霞过来给他倒茶，后来宝玉进来拉彩霞的手，引起贾环嫉妒，推倒油灯台，烫伤宝玉。第七十二回，来旺家的来给自己的儿子说媒，看中了彩霞。
彩云和彩霞是红学争论的一个问题。因为两人都与贾环有关系，刘心武认为彩云彩霞是一个人，系作者笔误。但是在第二十三回、第三十八、第五十九回中，彩云与彩霞一起出现，明显是两个不同的丫鬟。
王夫人的丫鬟有金钏、玉钏、绣鸾、绣凤、彩云、彩霞。

### 書籍
- 张佩芳. . 深读红楼. 作家出版社. [永久]
- 《红楼梦》